# Vir-ava Chasma
Il Vir-ava Chasma è una struttura geologica della superficie di Venere.